# Dimmeys
Dimmeys is een Australische discountwarenhuisketen . Het bedrijf werd opgericht als stoffenwinkel in de tijd van de goudkoorts, genaamd Dimelow & Gaylard's, in het landelijke Maryborough . De zaak werd in de volksmond 'Dimmeys' genoemd. Begin 1900 werd de bedrijfsnaam gewijzigd.
Eind 1900 evolueerde de keten van grote, traditionele warenhuizen naar kleinere, goedkope winkels op meer locaties. In 2014 had het bedrijf meer dan 40 winkels verspreid over Oost- en Zuid-Australië. 

## Geschiedenis
In 1898 kocht het bedrijf Dimelow & Gaylard uit Maryborough een bestaande stoffenzaak, opgericht in 1853 door Joseph Britten, gevestigd in Swan Street, Richmond. Deze panden werden in 1878 gebouwd. 
In 1904 werd het bedrijf overgenomen door John Jeffery.
De winkel aan Swan Street raakte in 1906 zwaar beschadigd door een brand, maar bleef wel open tot hij in 1907 volledig werd herbouwd in Romaanse stijl, ontworpen door de architecten H.W. en F.B. Tompkins . Als onderdeel van een uitbreiding uit 1910 door dezelfde architecten werd het gebouw bekroond met een opvallende klokkentoren, voorzien van een wereldbol met rode glaspanelen. Deze werd na zonsondergang van binnenuit verlicht, waardoor de toren van kilometers ver zichtbaar was. Jeffery veranderde in die tijd ook de bedrijfsnaam in Dimmeys Model Stores, om de status van het bedrijf als haute couture te benadrukken. De toren groeide uit tot een herkenningspunt in Richmond en afbeeldingen ervan werden opgenomen in het logo en de marketing van het bedrijf.
In 1939 werd de wereldbol vanwege de verduisteringsbeperkingen tijdens de Tweede Wereldoorlog niet meer verlicht. Omdat de glazen ramen niet meer goed waren, werden ze vervangen door koperen panelen.
Op de begane grond werd een gevarieerd assortiment aan artikelen verkocht. Op de eerste verdieping bevonden zich werkplaatsen en de postorderdienst voor klanten uit de regio. Tijdens de Grote Depressie in de jaren dertig begon de winkel zich te richten op kwaliteitsproducten tegen gereduceerde prijzen. In de naoorlogse periode werd de productie stopgezet en werd het een 'koopjeswinkel'.
Dimmeys kocht in 1989 concurrent Forges op en handelde onder de naam "Dimmeys & Forges". Forges was een grote winkel in de buitenwijk Footscray van Melbourne. De locatie van Forges werd in 2009 verkocht aan projectontwikkelaars, waarna '& Forges' werd uit de bedrijfsnaam geschrapt.

## Ondergang
Het bedrijf ging failliet in 1996 met een schuld van 27 miljoen Australische dollar, en werd verkocht aan een consortium onder leiding van Doug Zapelli. 

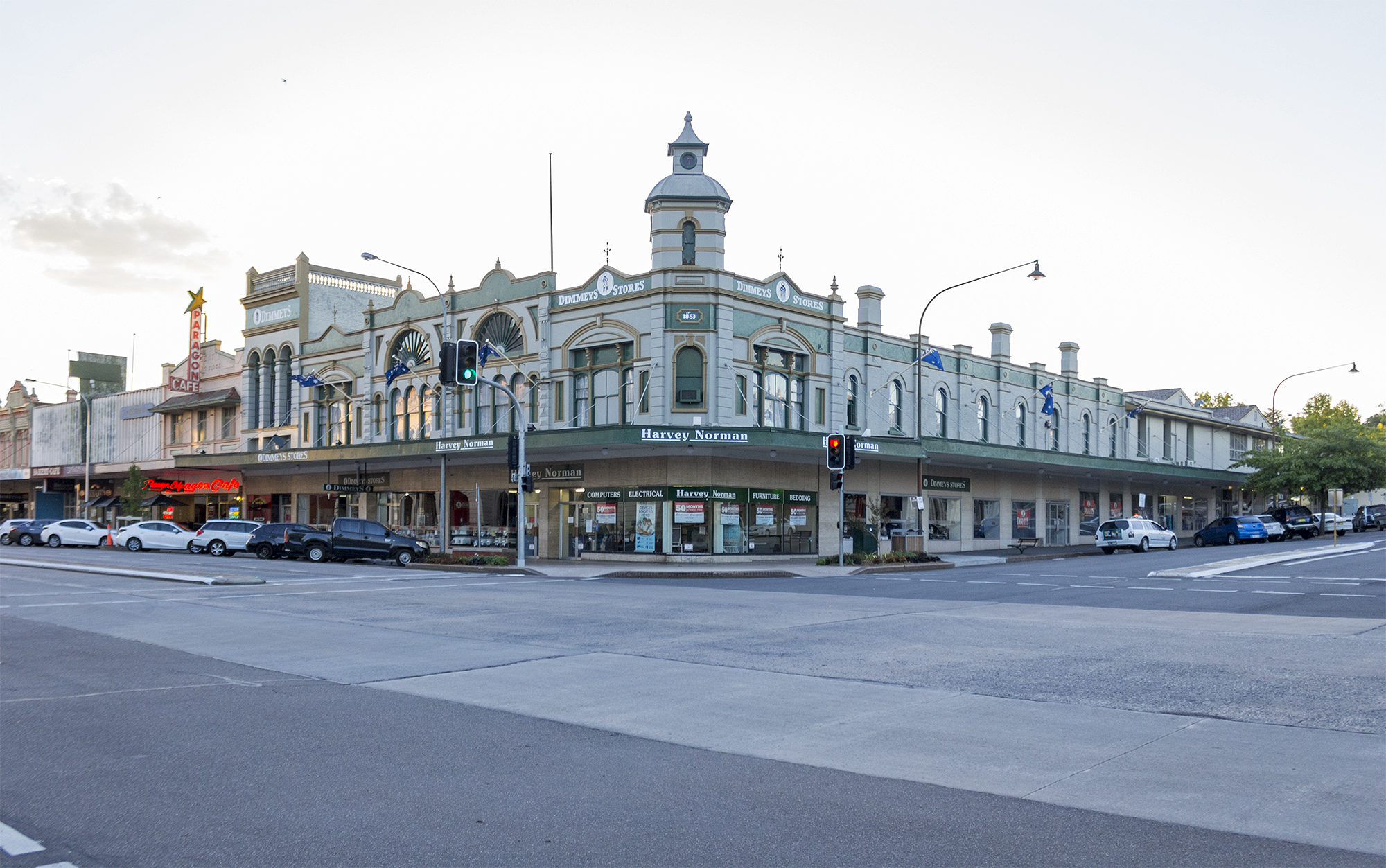
Dimmeys warenhuis in Goulburn, New South Wales,(2016)

In 1999 kreeg Dimmeys een boete van 60.000 Australische dollar voor de verkoop van defecte kinderfietsen. In 2001 kreeg Dimmeys een boete van 160.000 Australische dollar omdat het kindernachtkleding verkocht die niet voldeed aan de verplichte brandveiligheidsnormen.
Het bedrijf was het onderwerp van het boek Dimmeys of Richmond: The Rise and Fall of a Family Business uit 2007, geschreven door historicus Dr. Samuel Furphy. 
In 2011 kreeg Dimmeys een boete van 400.000 Australische dollar nadat de Australian Competition &amp; Consumer Commission een rechtszaak had aangespannen vanwege de verkoop van kindernachtkleding zonder correct aangebrachte waarschuwingslabels voor brandgevaar. 
In 2013 kreeg Dimmeys een boete van 3 miljoen Australische dollar omdat het de wetten op het gebied van productveiligheid had overtreden. De rechtszaak werd door de staatsautoriteit voor consumentenbescherming, Consumer Affairs Victoria, aangespannen tegen Dimmeys en hun leverancier, Starite Distributors, dat ook eigendom is van Zappelli. De zaak had betrekking op de veiligheid van bepaald kinderspeelgoed en kleding die werd verkocht. Naast de boete kreeg Dimmeys ook een verbod opgelegd om de komende zes jaar artikelen te verkopen die waarschuwingen vereisen of aan hoge veiligheidsnormen voldoen. Zapelli kreeg een verbod van zes jaar als bestuurder van een onderneming en een boete van $ 120.000. Kort daarna maakte Dimmeys bekend dat het vrijwillig onder bewind was geplaatst en SV Partners als beheerder had aangesteld. Ook probeerde het bedrijf regelingen te treffen die het in staat zouden stellen om door te gaan met handelen terwijl de boete werd afbetaald. Ook onderzocht het bedrijf de mogelijkheid om een deel of al zijn activa te verkopen. 
In maart 2014 werd Dimmeys gekocht door Cool Breeze Clothing, dat door een bestuurder werd omschreven als "een startupbedrijf dat specifiek was opgericht met het doel Dimmeys te kopen" en dat werd gerund door mensen die banden hadden met de industrie. 

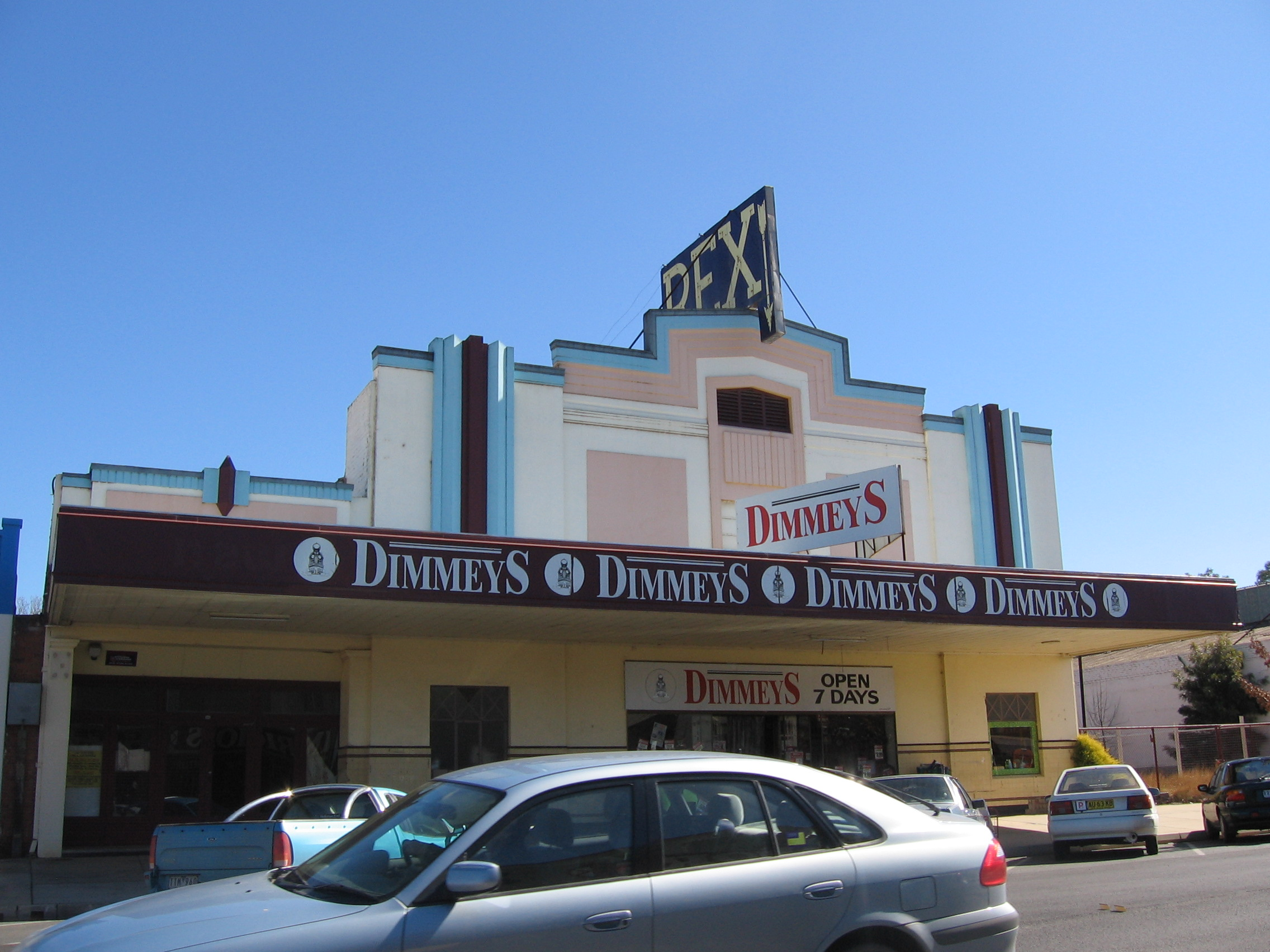
Dimmeys-winkel in Corowa, New South Wales in 2008

Dimmeys maakte op 19 november 2019 bekend dat het bedrijf, inclusief alle 31 winkels en de online winkel, na 166 jaar in bedrijf te zijn geweest, zou sluiten. Dit volgde op Cool Breeze Clothing, dat Dimmeys sinds de herstructurering in 2014 exploiteerde, dat onder vrijwillig beheer ging en een vereffenaar aanstelde. Kort daarna werd de verkoop voortgezet en de sluiting stond gepland voor 2020.
In 2021 maakte het bedrijf bekend dat het vestigingen wilde openen in heel Oost-Australië, zoals Westfield Knox in de oostelijke buitenwijken van Melbourne en Childers in Queensland. 

## Huidige winkels
In juni 2023 waren er 20 Dimmeys-discountwarenhuizen geopend en op de website van het bedrijf worden nog steeds artikelen vermeld die te koop zijn. Er zijn Dimmeys-winkels in vier Australische staten:
- New South Wales - 3 winkels - Broken Hill, Corowa en Lithgow;
- Queensland - 3 winkels - Bundaberg, Childers en Springwood;
- Zuid-Australië - 1 winkel - Mount Gambier;
- Victoria - 13 winkels - Box Hill, Coburg, Colac, Cowes, Dandenong, Gladstone Park, Mildura, Moe, Rosebud, Sale, Shepparton, Sunshine en Werribee.

## Adverteren
Zoals hierboven vermeld, groeide de Dimmeys-toren uit tot een iconisch herkenningspunt. Het bedrijfslogo en ander promotiemateriaal bevatten dan ook een afbeelding van de toren.
Vanaf het begin van de jaren 1990 lieten Dimmeys de voormalige AFL-voetballer Robert DiPierdomenico (bijgenaamd 'Dipper') in hun televisie- en radioreclame optreden, waarbij ze de slogans aanprezen: "Wees erbij!" en "$9,99!".

## Winkel in Swan Street

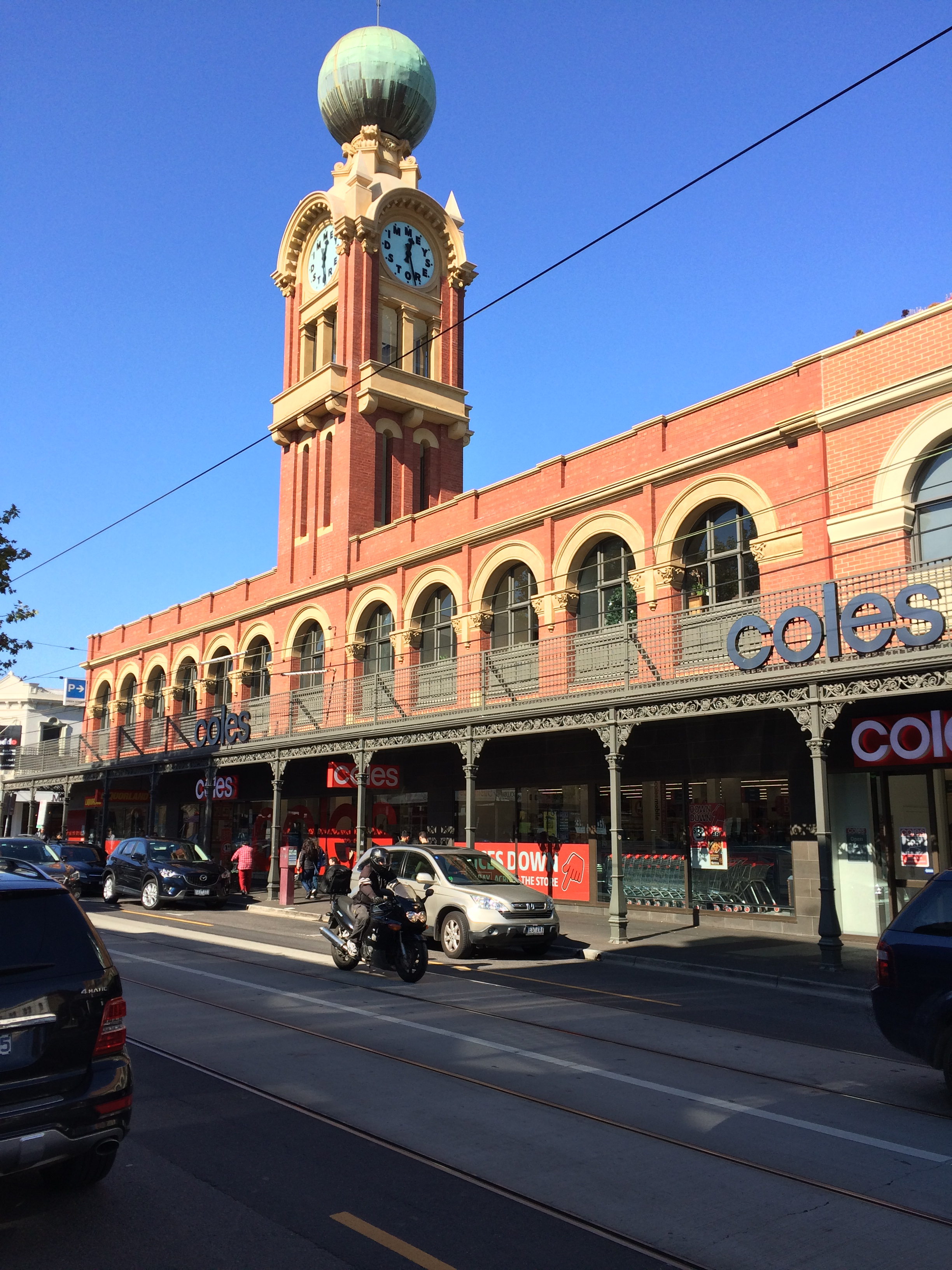
De Dimmeys-klokkentoren na de restauratie en herontwikkeling van het Swan Street-gebouw

De panden aan Swan Street worden door Heritage Victoria vermeld als zijnde van ‘architectonische en historische betekenis voor de staat Victoria’. 
In 1997 werd de klokkentoren en de wereldbol van de winkel in Swan Street op de eerste plaats gezet in de serie 'Melbourne Icons' van de krant The Age. De klokkentoren werd in 1981 geel en zwart geschilderd ter gelegenheid van de 350e AFL-wedstrijd van Richmond-voetballer Kevin Bartlett.
In 2004 kreeg de lokale kunstenaar Hayden Dewar de opdracht om een serie muurschilderingen te maken die de geschiedenis van de winkel en van Victoria sinds 1853 weergeven op de gevel van de winkel aan de Green Street in Swan Street. Het werk beslaat een lengte van 67 meter. 
In 2008 werd het gebouw voor ongeveer 16 miljoen dollar verkocht aan projectontwikkelaar Richmond Icon. De projectontwikkelaars maakten later plannen bekend om op de locatie een woongebouw van tien verdiepingen te bouwen, waarbij de monumentale klokkentoren en de voorgevel behouden zouden blijven, maar waarbij wel enkele meters van de muurschildering zouden worden vernietigd. Het oorspronkelijke plan werd door de raad op een aantal gronden betwist, met als resultaat dat de muurschildering behouden bleef.
De Dimmeys-winkel sloot in december 2012. Het gebouw werd gerenoveerd met een Coles-supermarkt en een woontoren van tien verdiepingen aan de achterkant van het gebouw. De klokkentoren werd teruggebracht tot het oorspronkelijke metselwerk en waterdicht gemaakt.